# Премия Гратьяен
Премия Гратьяен (Gratiaen Prize) — ежегодная литературная премия за лучшее произведение на английском языке, написанное резидентом Шри-Ланки.
Учреждена в 1992 году известным канадским писателем и поэтом ланкийского происхождения Филиппом Майклом Ондатчи, который использовал для неё полученную им Букеровскую премию. Премия носит имя матери Майкла Ондатчи — Дорис Гратьяен. Сумма гонорара составляет 200 тыс. ланкийских рупий.
Для номинации принимаются опубликованные книги и рукописи различных жанров (поэзия, проза, драма, литературные мемуары). Срок подачи материалов с 1 по 31 декабря года, за который присуждается премия. Отбор осуществляется жюри, назначаемым трестом премии (находится в Коломбо). Шорт-лист определяется обычно в апреле.

## Лауреаты премии
- 2016 — Чарулатха Абейсекара Тхеварантхантри[3].
- 2015 — Тхивагараджа Арасанаягам[4].
- 2014 — Виханга Перера[5].
- 2013 — Малинда Сеневиратне
- 2012 — Лал Меддаваттегедера
- 2011 — Мадхубхашини Дисанаяке Ратнаваке
- 2010 — Сакунтала Сачитханандан
- 2009 — Прашани Рамбуквелла
- 2008 — Шехан Карунатилака
- 2007 — Вивимари Вандерпуртен
- 2006 — Сенака Абейратне; Исанкья Кодиттувакку
- 2005 — Делон Вирасингхе
- 2004 — Джагатх Кумарасингхе
- 2003 — Нихал де Силва
- 2002 — Виджита Фернандо
- 2001 — Элмо Джаявардене; Суматхи Сивамохан
- 2000 — Рувантхи де Чикера
- 1999 — Нейл Фернандопулле; Вискеса Чандрасекарам
- 1998 — Жан Твайнес
- 1997 — Гамини Акмеемана
- 1996 — Тисса Абейсекера
- 1995 — Сибил Веттасингхе; Раджива Виджесингха
- 1994 — Пуньяканте Видженаике[6].
- 1993 — Карл Мюллер; Лажитха Витханачичи